# Shigeaki Asahara
Shigeaki Asahara es un diseñador industrial japonés, nacido en 1948, su vida profesional comenzó en 1973 trabajando como diseñador independiente enfocándose en el diseño de producto en su ciudad natal, Tokio, entre el año 1975 y 1978 se trasladó a Torino, Italia a desempeñar un papel importante en Studio ABACO, y en paralelo colaboraba para Japón (1979), fue galardonado con diversos reconocimientos destacando entre ellos el “If Hannover” el cual conquistó en 8 ocasiones. 

## Reconocimientos
1980: Seleccionado para COMPASSO D 'ORO, Milán.
1982: Pesaro: DISEÑOS EJECUTIVOS.
1989: Premio GOOD DESIGN del Ministerio de Industria, Japón.
1996: Premio GOOD DESIGN del Ministerio de Industria, Japón.
1996:  Recibe el "Certificat d'exellence" por las lámparas Olla, Menhir y Stresa en el International Interior Design Show, Montréal.
2005: Recibe el Premio de la Universidad de Hannover.
En un lapso de 28 años se logró posesionar gracias a sus contribuciones en exposiciones de gran reconocimiento a nivel mundial en diferentes continentes. 

## Exposiciones
1983: Museo de BROOKLIN: Exposición de diseño italiano. Exposición permanente.
1987: Exposición personal en FUKUI CITY, Japón.
1991: Muestra de diseño de producto TOKYO.
1996: Exposición de Diseño Industrial en el Museo de Ciencias de Ottawa, Canadá. Exposición permanente.
1996/97: Participa en la exposición de iluminación de AKARI en Tokio.
1999: Exposición de Diseño Industrial en el Museo de Arte Moderno en TOYAMA, Japón.
2008: Participa en la exposición "Piemonte Torino Design" en el palacio de la región de Torino. (Esta pieza está presente en el Museo de Brooklyn en la exposición permanente en Nueva York)
- Datos: Q48789338